# Curnier
Curnier település Franciaországban, Drôme megyében. Lakosainak száma 211 fő (2022. január 1.). Curnier Arpavon, Eyroles, Montaulieu, Les Pilles és Sahune községekkel határos.

## Népesség
A település népességének változása:
| Lakosok száma | 133  | 132  | 179  | 221  | 188  | 177  | 181  | 197  | 201  | 211  |
|               | 1968 | 1982 | 1990 | 2006 | 2013 | 2015 | 2017 | 2019 | 2020 | 2022 |